# Naukan

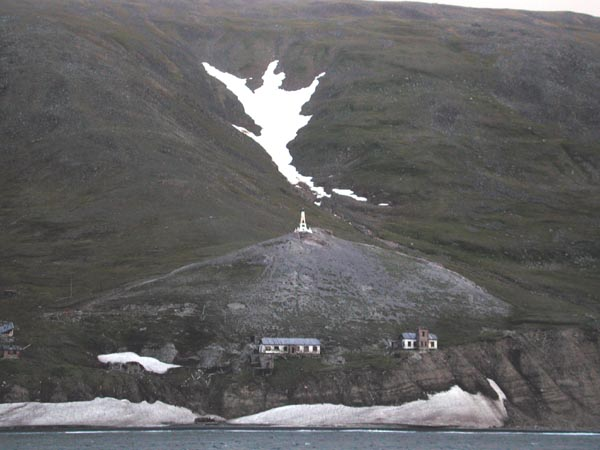
Das ehemalige Dorf Naukan

Die Naukan oder Nyvukagmit sind ein Yupik sprechendes Eskimovolk auf der östlichen Tschuktschen-Halbinsel im russischen Autonomen Kreis der Tschuktschen (Tschukotka). Sie lebten in Naukan in der Nähe des östlichsten Punktes Asiens am Kap Deschnjow und hatten Verwandte auf Big Diomede Island in der Beringstraße. Seit den 1950er Jahren wurden sie verstreut und leben heute überwiegend in Lorino.

## Geschichte

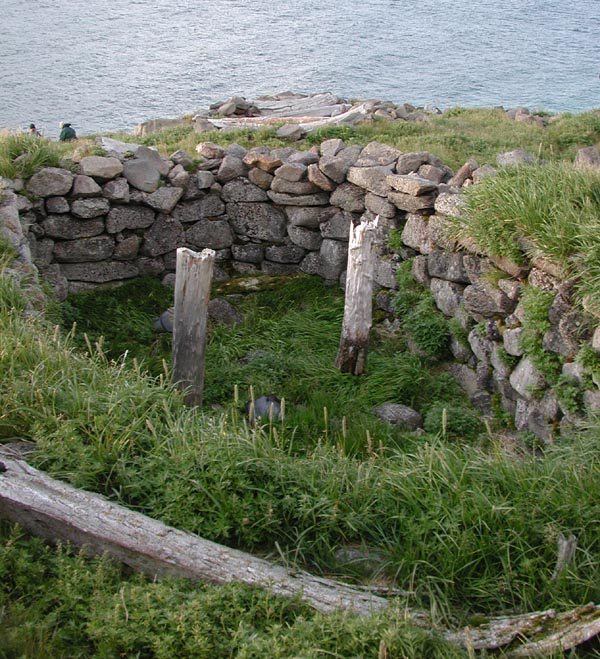
Überreste eines 2000 Jahre alten Grubenhauses in Naukan

Wie genetische Untersuchungen zeigen konnten, handelt es sich bei den Naukan um eine ethnische Gruppe, deren Vorfahren auf eine Rückwanderung aus Alaska zurückgehen. Die kleine Gemeinde lebte von der Jagd auf Meeressäuger; jährlich fand ein großes Walfest statt, das einen Monat dauernde Pol’a. Rituell spielten Walrosse und Robben eine wesentlich geringere Rolle.

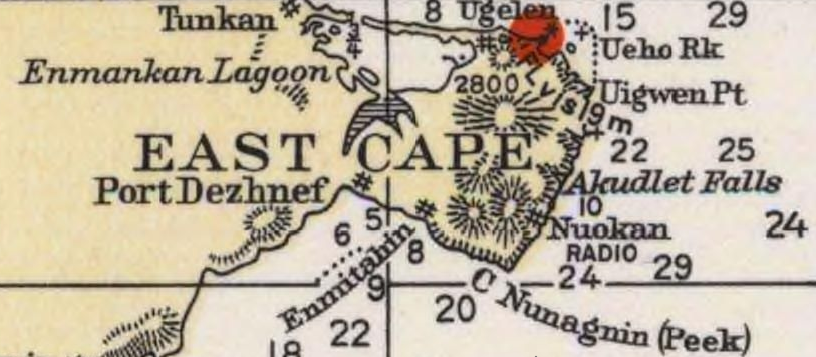
Karte von Kap Deschnjow, 1937

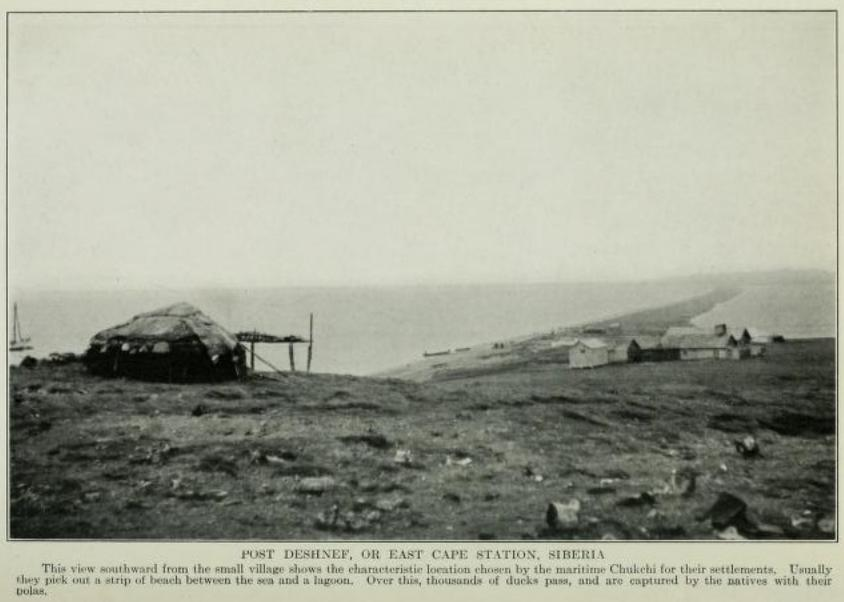
Überreste einer amerikanischen Handelsstation am Kap Deschnjow, 1914

Nach archäologischen Untersuchungen lässt sich das Dorf Naukan mindestens 2000 Jahre zurückverfolgen. Es entstand an einem Strand, der von hohen Bergen auf drei Seiten umgeben ist. Der Überlieferung nach errichteten die Bewohner oberhalb des windgeschützten Dorfes eine Art Fluchtburg, in die sie sich bei Gefahr von See zurückziehen konnten.
Im Dorf existierten neun Clans, von denen sechs als die ursprünglich dort ansässigen galten und deren Ansehen höher war als das der übrigen drei. Während die Jagdgebiete nicht an Clans gebunden waren, waren es hingegen die Ortsteile und die Stellen, an denen auf Gerüsten Fleisch getrocknet wurde. Das Heiraten innerhalb eines Clans war streng verboten. Jeder Clan unterstand bis in das frühe 20. Jahrhundert einem Älteren, der Zeremonien und Jagd koordinierte. So eröffnete er die Jagdsaison und legte den Zeitpunkt der Tschuktschenbesuche fest. In Kooperation mit den anderen Clan-Älteren hatte er die Aufgabe Streitigkeiten beizulegen. Seine Stellung war erblich und ging meist an den Sohn über, wie die Erblinien insgesamt patrilinear waren. Der Clanführer des mächtigsten Clans führte das Dorf.

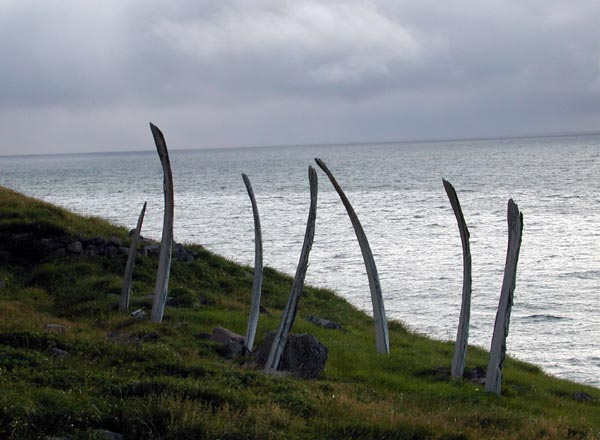
Aus zeremoniellen Gründen aufgerichtete Walknochen bei Naukan

Die alaskanischen Nachbarn, die auf dem 89 km entfernten Cape of Prince of Whales lebten, besuchten das Dorf regelmäßig. Während des Pol’a, aber auch bei anderen Zusammentreffen, wurden sportliche Wettkämpfe ausgetragen, Tänze und Rituale aufgeführt. Dabei galten die Tänzer aus Naukan als die besten. Auf der Seward-Halbinsel finden sich Erinnerungen an Angriffe aus Asien, während bei den Naukan jede Erinnerung an diese Überfälle des 18. und frühen 19. Jahrhunderts verloren gegangen ist. Während von Westen Produkte der Rentiernomaden eingetauscht und geschenkt wurden, kamen von Osten alaskanische Fischer. In Friedenszeiten brachten die Naukan Elfenbein, Fuchsfelle und Stiefel nach Alaska, während von dort in der Hauptsache europäische Waren, also Waffen, Kautabak, europäische Kleidung und Werkzeuge kamen. Ein Besuch war allerdings zwingend daran gebunden, dass der Besucher bereits Verwandte auf der anderen Seite der Beringsee hatte.
Ein intensiverer Kontakt mit der russischen Sprache begann erst in den 1920er Jahren, während englischer Einfluss, wohl vermittelt durch amerikanische Walfänger, schon früher spürbar war. Bis in die 1950er Jahre wurden Teile des Clansystems aufrechterhalten. Dazu gehörten eigene Friedhöfe für jeden Clan. Die Naukan hielten noch in den 1960er Jahren daran fest, dass niemals innerhalb der Clans geheiratet werden dürfe.

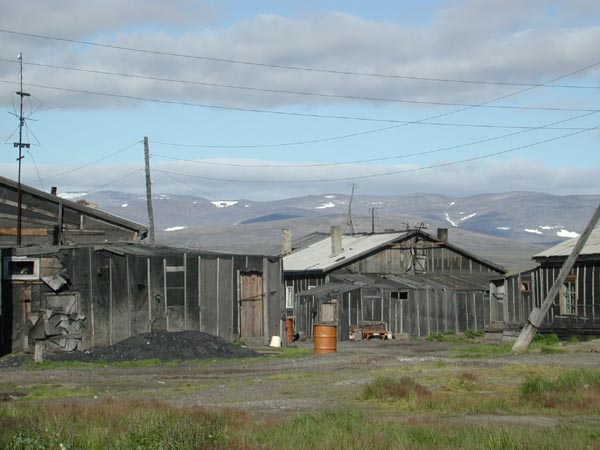
Typisches Wohnhaus in Lorino

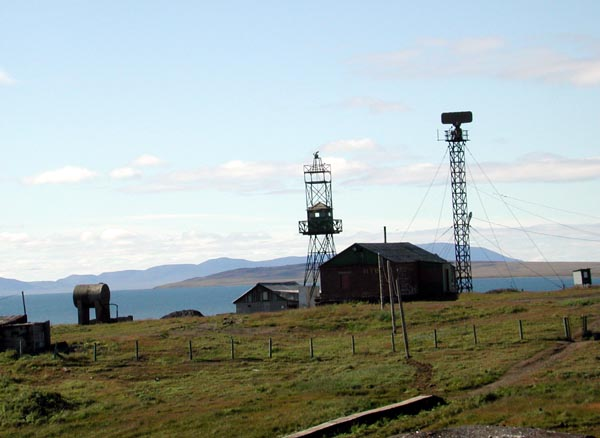
Sowjetischer Wachturm

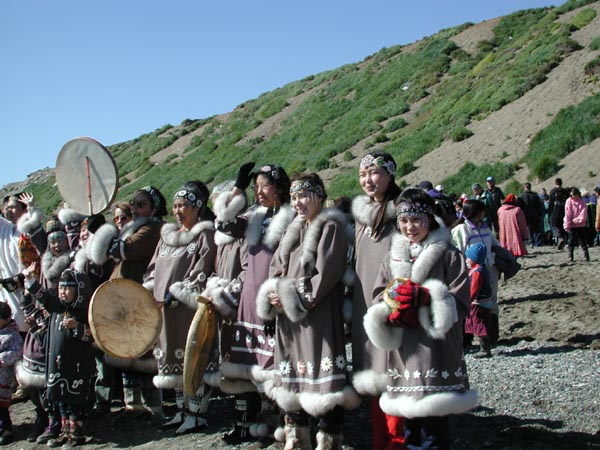
Tänzer in Lorino, 2001

Das Dorf Lorino wurde 1933 an Stelle einer älteren tschuktschischen Ansiedlung als Zentrum des 1927 gegründeten Rajons und im Rahmen der Kollektivierung der Rentierzucht als „Kulturbasis“ gegründet. 1953 begann die sowjetische Regierung, die kleinen ethnischen Gruppen zwangsweise zusammenzufassen. So entstand aus dem kleinen Dorf Lorino ein Lenin gewidmeter, kollektiver Landwirtschaftsbetrieb (Kolchos), in dem sesshafte Tschuktschen von der Küste und nomadisierende Rentiertschuktschen, ebenso die Yupik der Umgebung, darunter viele aus Naukan, leben mussten. Dort wurde stark subventionierte Rentierzucht betrieben. 1958 erklärte die sowjetische Regierung den Ort Naukan zu einem wenig versprechenden Dorf und ließ die Einwohner in die Siedlung beim Kolchos Nunjamo (bei Lawrentija, am gegenüberliegenden Ufer der Lawrentija-Bucht, etwa 60 km südwestlich von Naukan; Lage) bringen, der seinerseits 1977 geschlossen wurde. Die vielleicht noch 70 Yupik-Sprecher aus Naukan gingen in die Tschuktschensiedlung Uelen. In den 1990er Jahren entfielen die staatlichen Subventionen und die Beamten wurden abgezogen. Da die örtlichen Fuchsfarmen mit der Jagd auf die lokalen Meeresbewohner ernährt wurden, waren die Fisch- und Säugerbestände stark zurückgegangen; zudem war es nicht möglich, aus diesen Beständen eine künstliche Siedlung mit rund 1500 Einwohnern, wie sie Lorino darstellte, ausreichend zu versorgen.
Eine der wichtigsten Dichterinnen des Dorfes ist Soja Nikolajewna Nenljumkina. Sie wurde 1950 in Naukan geboren und studierte am Anadyr-Lehrerkolleg. Sie las in ihrer Muttersprache bei Radio Tschukotka. 1979 erschien in Magadan ihre erste Gedichtsammlung auf Russisch und Yupik unter dem Titel Ptizy Naukana („Die Vögel von Naukan“). Ebenfalls aus Naukan stammt Tasjan Michailowitsch Tein, der dort 1938 zur Welt kam. Er war Lehrer und schrieb Kinderlieder und -bücher.